# Maximian
Marcus Aurelius Valerius Maximianus Herculius (n. 240 d.Hr., Sirmium⁠(d), Pannonia Inferior, Imperiul Roman – d. iulie 310 d.Hr., Marsilia, Franța), a fost împărat roman (împreună cu Dioclețian) din 1 martie 286 până în 305.

## Biografie

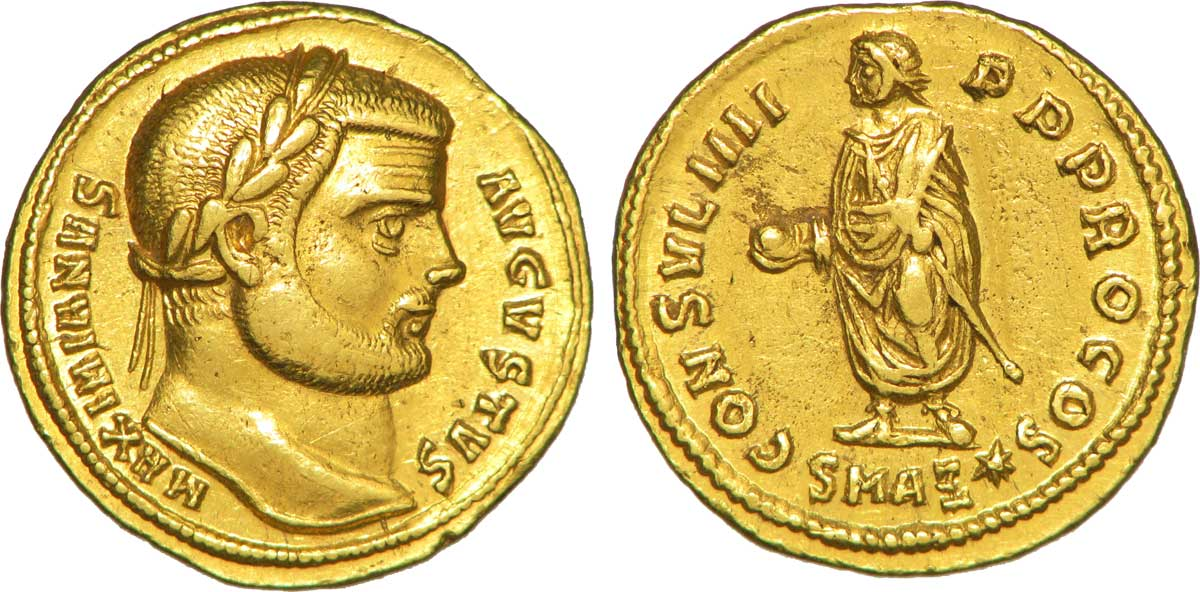
Aureus cu efigia lui Maximian (294-295); avers: cap laureat, spre dreapta, circular: MAXIMIANVS AVGVSTVS; revers: Maximian cu atribute civile ca cetățean cu sarcini de senator (ca primul dintre ei). Este reprezentat ca „Rector Orbis” sau salvatorul lumii, atitudine care se regăsește deja pe aureii emiși la Roma de Antoninus Pius, pentru al patrulea consulat asociat la a cincisprezecea putere de tribun, în 151-152

Născut în apropiere de Sirmium (Pannonia), într-o familie de țărani săraci, Maximian își începe cariera ca simplu soldat și urcă în cadrul ierarhiei militare în timpul domniilor împăraților Aurelian și Probus. La 1 aprilie 285 este desemnat de Dioclețian Caesar, iar la 1 martie 286 augustus și coîmpărat, încredințându-i-se administrarea și apărarea provinciilor occidentale. Cognomenul Herculis ce i se acordă marchează subordonarea sa față de Dioclețian, care și-l atribuie pe acela de Iovius.
Maximian respinge, la granița Rinului, atacurile alamanilor, burgunzilor, francilor și herulilor, reprimă mișcarea băgăuzilor din Gallia (285-288), consolidează limesul african amenințat de triburile nomade. În cadrul sistemului tetrarhiei, instituit la 1 martie 293 de Dioclețian, Maximian administrează din Mediolanum Italia și Africa, avându-l în subordine pe caesarul Constanțiu I care, din Augusta Trevorum, răspunde de securitatea Galliei, Hispaniei și Britanniei. La 1 mai 305, sub presiunea lui Dioclețian, Maximian abdică împreună cu acesta la Mediolanum, redevenind persoane particulare. După urcarea pe tron la Roma a fiului său, Maxentius (306), Maximian reintră în 307 în viața politică proclamându-se augustus.
În urma unui aranjament dintre Constantin I și Maximian, în anul 307, fiica acestuia, Fausta, s-a căsătorit cu împăratul Constantin I pentru consolidarea Alianței din tetrarhie.
La conferința de la Carnuntum, din 11 noiembrie 308, Maximian renunță la titlul său, dar în 310 se proclamă împărat la Arelate (azi Arles), în Gallia. Intrat în conflict cu Constantin cel Mare, Maximian este înfrânt de acesta și constrâns să se sinucidă.